# 10937 Ферріс
10937 Ферріс (10937 Ferris) — астероїд головного поясу, відкритий 27 серпня 1998 року.
Тіссеранів параметр щодо Юпітера — 3,184.